# 神舟十九号
神舟十九号（简称神十九）是中国“神舟”系列飞船的第十九次任务和中国载人航天工程的第十四次载人飞行任务，于2024年10月30日04:27发射，任务将持续约6个月，于2025年4月30日结束。神舟十九号乘组为蔡旭哲、宋令东和王浩泽。
神舟十九号的主要任务为实施航天员出舱活动和货物气闸舱出舱任务，继续开展空间科学实验和技术试验，开展平台管理工作、航天员保障相关工作以及科普教育等重要活动，具體來說，此次神十九將重點圍繞規劃中的“太空格物”主題，覆蓋空間生命科學、微重力基礎物理、空間材料科學、航天醫學、航天新技術等領域，開展微重力條件下生長蛋白晶體的結構解析、軟物質非平衡動力學等86項空間科學研究與技術試驗。
神舟十九号的第一次航天员出舱活动长达9小时6分钟，创造了人类出舱活动持续时间的新纪录。

## 背景
神舟十九号飞船优化了轨道舱布局，提升了20%的货物上行空间，能运送更多有时效性要求和临时需求的物资。
神舟十九号的乘组人员继承保持“一位第二批航天员+两位第三批航天员”的模式，由第二批航天员蔡旭哲（指令长）和第三批航天员宋令东、王浩泽组成。神舟十九号乘组是中国航天飞行中首次有90后参加的乘组，其中王浩泽是中國第三位女航天员、第三批航天员中唯一的女性和首位女性航天飞行工程师，宋令东则是中國最年輕的航天员。另外，蔡旭哲在22个月前刚刚自神舟十四号任务归来，他此次参与神舟十九号任务也刷新了中国航天员两次飞行任务的最短间隔。
神舟十九号任务原定于天舟八号任务之后执行，不过后者因台风摩羯的影响由9月推迟至11月中旬后，神舟十九号任务最终按原定日程实施，在天舟八号之前发射。
任務出發前，有些外媒首次獲批得以在發射現場採訪。

## 任务时间轴
- 2023年5月，在神舟十六号即将发射之时，神舟十九号正在进行出厂前的整船总装和测试工作[6]。
- 2023年8月31日至2023年9月30日，中国载人航天工程办公室开展神舟十九号载人飞行任务标识设计方案征集活动[1]。
- 2023年11月，用于神舟十九号任务的长征二号F遥十九运载火箭全面进入总装状态。[7]
- 2024年2月29日，执行神舟十九号载人飞行任务的航天员乘组已经选定，正在开展任务训练[8]。
- 2024年4月25日，长征二号F遥十八火箭发射，长征二号F遥十九火箭完成准备工作，进入应急救援值班状态；神舟十九号载人飞船完成准备，具备快速发射和应急救援能力。
- 2024年10月22日下午，神舟十九号飞船与长征二号F遥十九火箭组合体由垂直总装厂房转运至921发射工位。
- 2024年10月29日，神舟十九号乘组人员发布，由蔡旭哲、宋令东、王浩泽组成。[9]其中宋令东、王浩泽为中国首批执行飞行任务的“90后”航天员，王浩泽为中国首位女性飞行工程师。
- 2024年10月30日4时27分，搭载神舟十九号载人飞船的长征二号F遥十九运载火箭在酒泉卫星发射中心点火发射。[10]約10分鐘後，神舟十九號載人飛船與火箭成功分離，進入預定軌道。本次發射任務代號為「TGZR8/SZ-19」。
- 2024年10月30日11时00分，神舟十九号采用自主快速交会对接模式成功对接于天和核心舱節點舱前向对接口。12时51分，神舟十九号乘组打开神舟飞船轨道舱前舱门，仍留守天宫空间站的神舟十八号航天员乘组打开天和核心舱舱门，两个航天员乘组第五次实现“太空会师”[11]。
- 2024年11月1日，神舟十九号乘组与神舟十八号乘组在天宫空间站内进行交接仪式，两个乘组移交了空间站的钥匙。[12]
- 2024年11月16日08时26分，神舟十九号乘组进入天舟八号货运飞船。[13]
- 2024年12月17日下午，神舟十九号航天员进行空间站首次出舱活动，由蔡旭哲、宋令东执行舱外任务，王浩泽留守舱内配合操作指挥。本次出舱活动长达9小时6分钟，创造了人类出舱活动持续时间的新纪录。[14]
- 2025年1月20日下午，神舟十九号航天员进行空间站第二次出舱活动，由蔡旭哲、宋令东执行舱外任务，王浩泽留守舱内配合操作指挥。本次出舱活动长8小时17分钟，位列人类最长舱外活动排行榜第五名（并列）。[15]
- 2025年3月21日下午，神舟十九号航天员进行空间站第三次出舱活动，由蔡旭哲、宋令东执行舱外任务，王浩泽留守舱内配合操作指挥。[16]
- 2025年4月27日，神舟十九号航天员乘组向神舟二十号航天员乘组移交中国空间站的钥匙。[17]
- 2025年4月29日，受大风扬沙天气影响，东风着陆场气象条件不满足任务要求，原定实施的神舟十九号载人飞船返回任务推迟进行。[18][19]
- 2025年4月30日04时00分，神舟十九号载人飞船与空间站组合体分离。
- 2025年4月30日13时08分，神舟十九号载人飞船返回舱在东风着陆场东区成功着陆，返回艙落地時呈水平狀態。这是东风着陆场东区首次使用。14时02分，三名航天员全部出舱。
- 2025年4月30日20时30分，神舟十九号的航天员乘组乘坐中国人民解放军空军专机B-4020抵达北京西郊机场，3名航天员随即进入医学隔离期。
- 2025年7月9日下午，神舟十九号的航天员乘组返回60余天后首次面向媒体与公众正式公开亮相，并分享了183天太空驻留的经历与感悟。[20]

#### 神十九舱外活动列表
| 航天任务         | 航天员                      | 开始时间             | 结束时间             | 时间长度    | 工作内容                                                                                                 |
| ---------------- | --------------------------- | -------------------- | -------------------- | ----------- | --- |
| 神舟十九号 第1次 | 蔡旭哲, 第3次 宋令东, 第1次 | 2024年12月17日 12:51 | 2024年12月17日 21:57 | 9小时6分钟  | 在空间站机械臂和地面科研人员配合支持下，完成了空间站空间碎片防护装置安装、舱外设备设施巡检及处置等任务。 |
| 神舟十九号 第2次 | 蔡旭哲, 第4次 宋令东, 第2次 | 2025年1月20日 16:55  | 2025年1月21日 01:12  | 8小时17分钟 | 在空间站机械臂和地面科研人员的配合支持下，完成了空间站空间碎片防护装置安装、舱外设备设施巡检等任务。     |
| 神舟十九号 第3次 | 蔡旭哲, 第5次 宋令东, 第3次 | 2025年3月21日 13:45  | 2025年3月21日 20:50  | 7小时5分钟  | 空间站空间碎片防护装置及舱外辅助设施安装、舱外设备设施巡检等任务。                                       |

## 航天员
| 姓名   | 年龄 | 航天员类型（职责）   | 飞行次数 | 飞行时间         | 轨道数 |
| ------ | ---- | -------------------- | -------- | ---------------- | ------ |
| 蔡旭哲 | 48岁 | 航天驾驶员（指令长） | 1        | 182天9小时又24分 |        |
| 宋令东 | 34岁 | 航天驾驶员           | 无       | 无               |        |
| 王浩泽 | 34岁 | 航天飞行工程师       | 无       | 无               |        |

## 任务标识
神舟十九号任务标识在2023年8月31日至9月30日面向全社会征集，10月28日至11月5日对6个候选方案开展网络投票，11月19日选定方案。神舟十九号任务标识是中国载人航天工程第二批面向全社会公开征集的任务标识之一。
神舟十九号任务标识由西安美术学院设计艺术学院研究生丁一与其导师吴林桦副教授共同设计完成。神舟十九号任务标识由中国空间站、神舟载人飞船、地球、星空等图案构成的一个红、黄、蓝配色的圆形标识。数字“19”融入中国龙的元素，舞动上升。周围的点点星辰共十九颗，对应神舟十九号载人飞行任务，共同体现中国航天事业的繁荣昌盛。